# Рійгікогу
Рійгікогу (ест. Riigikogu) — однопалатний законодавчий представницький орган (парламент) Естонської республіки. Основні завдання парламенту — розробляти та приймати закони і постанови, проводити парламентський контроль виконавчої влади та розвиток міжнародних відносин.
Рійгікогу обирається на 4 роки. В парламент входить 101 депутат, повноваження яких починаються в день оголошення результатів виборів.
Після вступу Естонії до Європейського Союзу 1 травня 2004 року роль Рійгікогу зменшилась за рахунок уряду. У здійсненні загальної для всього Європейського Союзу політики у всіх державах-членах ЄС провідні позиції займають уряд і міністри.

## Історія парламенту

### Становлення незалежності та парламентаризму в Естонії (1917—1920)

#### Тимчасова земська рада Естонії (1917—1919)

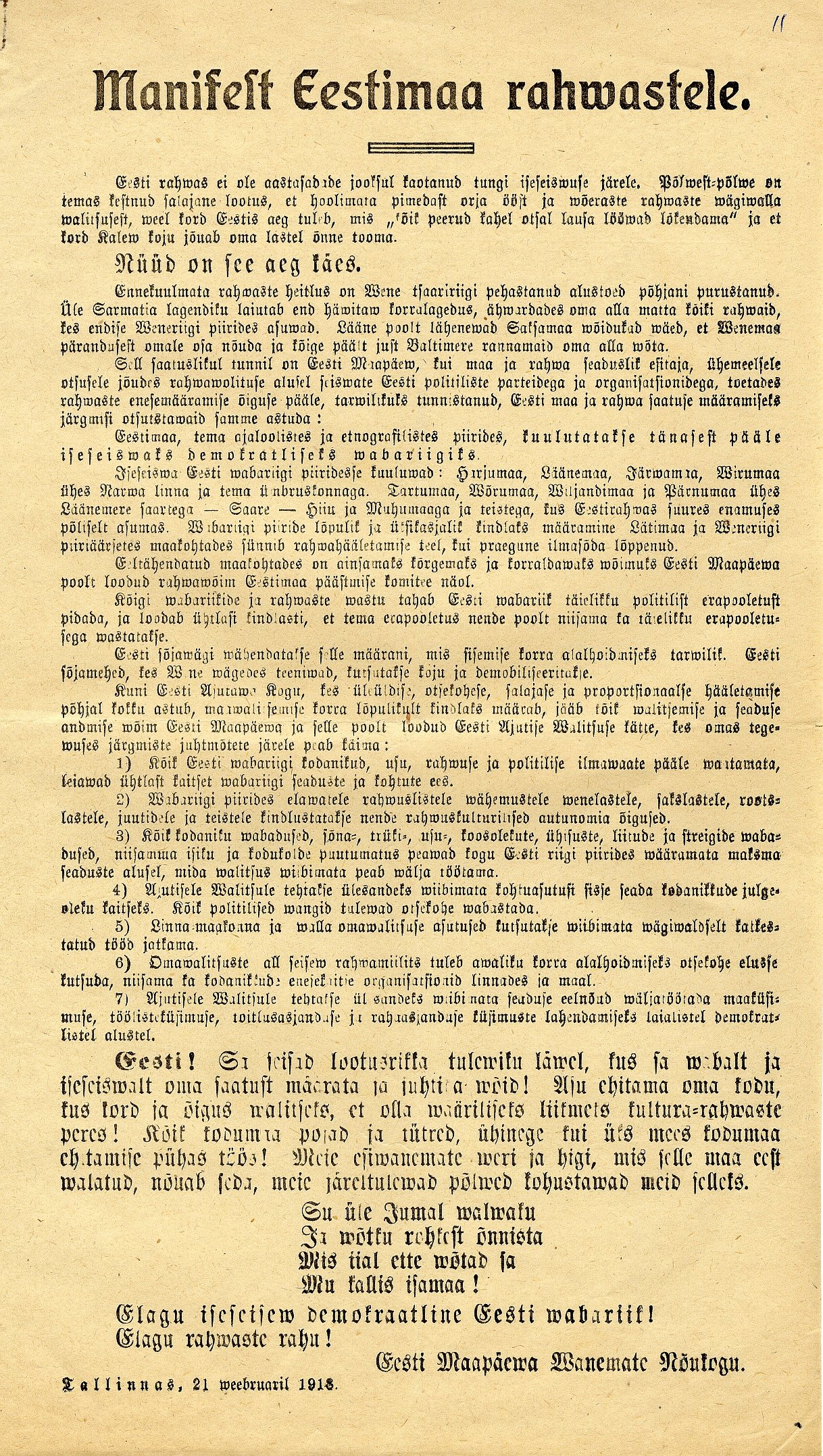
Декларація незалежності Естонії

Першим народним представницьким органом аналогічним парламенту на території Естонії, яка на той час була складовою частиною Російської імперії, стала Тимчасова земська рада Естонії (ест. Maapäev). Вона не була вільно обраним парламентом, а була заснована постановою Тимчасового уряду Росії в якості народного представництва Естляндської губернії. Віна діяла з 13 липня 1917 року по 23 квітня 1919 року.
28 листопада 1917 року Тимчасова земська рада Естляндської губернії проголосила себе верховною владою до скликання демократично обраних Установчих Зборів. Після ухвалення цього рішення раду було розпущено естонськими більшовиками. Протягом наступного року підпільно діяла Рада старійшин земської ради. Користуючись подіями 1918 року в Росії та на фронтах Першої світової війни, Рада старійшин ухвалила рішення проголосити незалежність Естонії. 19 лютого 1918 року з представників найбільших партій був створений Комітет порятунку Естонії та погоджено текст Декларації незалежності Естонії.
24 лютого 1918 року Комітет порятунку прийняв Декларацію незалежності Естонії (ест. Manifest kõigile Eestimaa rahvastele) та проголосив створення Естонської республіки. Це вдалося зробити скориставшись моментом коли російські війська покинули територію Естонії, а німецькі ще не встигли окупувати всю територію країни. Наступного дня був створений Тимчасовий уряд Естонії, який пропрацював кілька днів до встановлення німецької окупаційної влади в Естонії.
Після закінчення окупації Земська рада зібралася 20 листопада 1918 року вже в якості народного представництва Естонської республіки. Маапяев провів останні засідання 1-5 лютого 1919 року, а 24 квітня 1919 року передав свої повноваження Установчим Зборам.

#### Установчі збори (1919—1920)

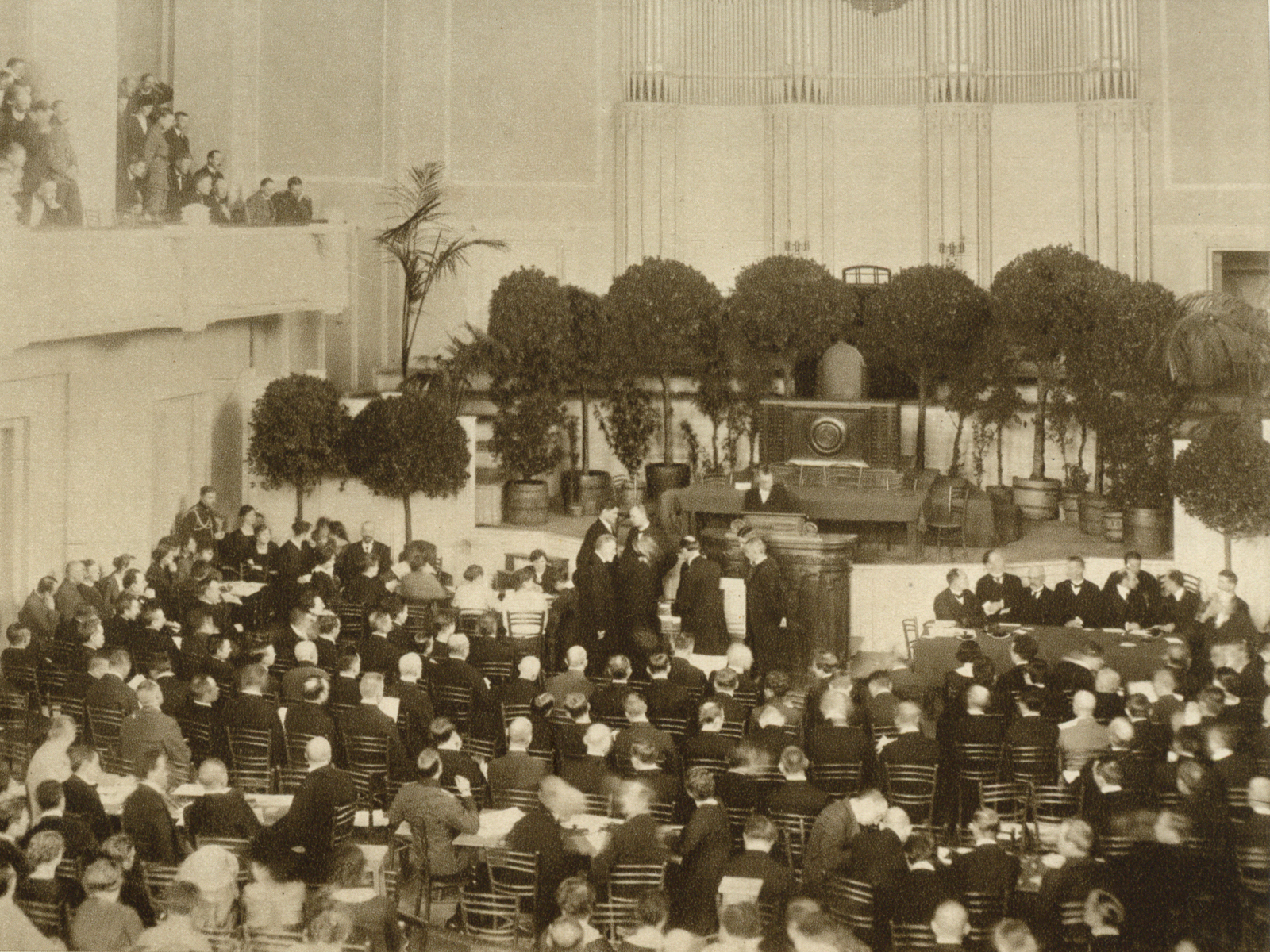
Перше засідання Естонських Конституційних зборів 23 квітня 1919 року

Після капітуляції Німеччини в листопаді 1918 року тимчасовий уряд Естонії відновив свою діяльність, але через кілька днів війська РРФСР завдали удару і почалася «Визвольна війна» (1918—1920 років) проти Радянської Росії. На тлі цих подій 5-7 квітня 1919 року відбулися перші загальні вибори в Установчі Збори (ест. Asutav kogu), найважливішим завданням яких була розробка і ухвалення Конституції та Закону про землю. Установчі Збори почали працювати 23 квітня 1919 року. Їх головою було обрано представника соціал-демократичної партії Аугуста Рея.
Установчі Збори прийняли низку важливих декларацій, законів та документів для встановлення державності: «Декларацію Естонських Конституційних Зборів про державну самостійність і незалежність Естонії», Закон про землю, ратифікували Тартуський мирний договір і головне 15 червня 1920 року — Конституцію Естонії, яка визначила основні юридичні засади життя Естонії на майбутні 14 років.
За Конституцією 1920 року Рійгікогу (Державні Збори) — найважливіший з державних органів. Рійгікогу був однопалатним, складався з 100 членів, вибраних громадянами що володіють правом голосу строком на три роки загальним, рівним, прямим і таємним голосуванням за принципом пропорційності. Виконавча влада (уряд на чолі з державним старійшиною) залежала від Рійгікогу. Перша конституція не вводила посади глави держави (президента). Державний старійшина власне і був прем'єр-міністром, що виконував лише деякі представницькі функції від імені держави.
Після набуття чинності конституцією, були проведені перші парламентські вибори, Установчі Збори саморозпустилися 20 грудня 1920 року.

### Парламент до Другої світової війни (1920—1940)

#### I Рійгікогу (1920—1923)
I Рійгікогу працював з 20 грудня 1920 року по 30 травня 1923 року. До його складу ввійшли представники десяти партій та виборчих союзів, здебільшого з Естонської партії праці, Об'єднання аграріїв, Естонської соціал-демократичної робітничої партії, Естонської народної партії і Естонської незалежної соціалістичної робочої партії.
Головою I Рійгікогу був обраний Отто Штрандман. Важливим доробком I Рійгікогу вважається прийняття закону про державний прапор, закону про громадянство, закону про друк і закону про риболовлю.
Повноваження I Рійгікогу завершилися достроково. Причиною цьому стало всенародне опитування 17-19 лютого 1923 щодо бажання парламенту змінити закон про початкову школу, а саме зупинити викладання Закону Божого в початковій школі.

#### II Рійгікогу (1923—1926)
II Рійгікогу працював з 31 травня 1923 року по 14 червня 1926 року. До його складу ввійшли представники чотирнадцяти партій та виборчих союзів, здебільшого з Об'єднання аграріїв, Естонської соціал-демократичної робітничої партії, Естонської партії праці, Єдиного фронту робітників.
До 27 травня 1925 року головою II Рійгікогу був Яан Тиніссон, починаючи з 9 червня 1925 року — Аугуст Рей.
Важливими доробком II Рійгікогу вважається прийняття закону про Естонський капітал культури, закону про охорону державного порядку, закону про культурне самоврядування національних меншин, закону про Тартуський університет, закону про державний герб, закону про сім'ю і шлюб, закону про вибори у Рійгікогу, народного голосування і народних ініціатив та закону про обов'язки проходження служби в оборонних військах.

#### III Рійгікогу (1926—1929)
III Рійгікогу працював з 15 червня 1926 року по 14 червня 1929 року. До його складу ввійшли представники десяти партій та виборчих союзів. Більшість місць отримали представники Естонської соціалістичної партії, Об'єднання аграріїв, Союзу поселенців, держарендаторів і дрібних землеробів та Естонської партії праці.
Головою III Рійгікогу був обраний Карл Ейнбунд.
Важливими доробком III Рійгікогу вважається прийняття статуту Банку Естонії та закону про гроші, закону про зовнішні запозичення, закону про парламентський вісник «Riigi Teataja».

#### IV Рійгікогу (1929—1932)
IV Рійгікогу працював з 15 червня 1929 року по 14 червня 1932 року. До його складу ввійшли представники десяти партій та виборчих союзів. Більшість місць отримали представники Естонської соціалістичної партії робітників, Об'єднання аграріїв, Союзу поселенців, держарендаторів і дрібних землеробів.
Головою IV Рійгікогу був обраний Карл Ейнбунд.
Під час світової економічної кризи (1929—1933) в Естонії погіршення економічного стану призвело до росту народного невдоволення та політичного протистояння. Проблему намагалися вирішити зменшенням кількості парламентських партій, але об'єднані під час кризи партії не витримали випробування часом, і криза лише поглибилась. Створення коаліцій стало проблемою і за два роки (1931—1933 рр.) змінилося шість урядів.
Важливими доробком IV Рійгікогу вважається прийняття закону про зернові, нового закону про початкову освіту, закону про оборонний стан. В березні 1932 року Рійгікогу закінчив розгляд проєкту закону про зміну конституції, і було ухвалене рішення винести цей законопроєкт на народне голосування, яке призначили на серпень. Законопроєкт передбачав створення посади глави держави та зменшення кількості членів парламенту зі 100 до 80.

#### V Рійгікогу (1932—1934)
V Рійгікогу працював з 15 червня 1932 року по 2 жовтня 1934 року. До його складу ввійшли представники шести партій та виборчих союзів. Більшість місць отримали представники Об'єднаної партії аграріїв, Національної центристської партії і Естонської соціалістичної партії робітників.
Діяльність V Рійгікогу відбувалася на тлі складних історичних подій в Естонії та світі. Поглиблення економічної та політичної кризи призвели до розпуску парламенту та початку так званої «Епохи безмовності»:
- 1932 року Рійгікогу ратифікував пакт про ненапад між Естонською республікою та Радянським союзом.
- Друга конституція набрала чинності 24 січня 1934 року. Естонія стала президентською республікою. За новою конституцією голова держави — державний старійшина (президент), який обирався на 5 років та мав право розпустити Рійгікогу, накладати вето на його рішення та видавати законодавчі акти у формі декретів. Виконавчу владу мав виконувати уряд під керівництвом прем'єр-міністра. Уряд підпорядковувався державному старійшині. Костянтин Пятс обійняв посаду прем'єр-міністра з обов'язками державного старійшини (президента)[25]. Також згідно нової конституції кількість членів Рійгікогу мала стати вдвічі меншою і складати 50 депутатів, але щодо цього нова конституція не запрацювала, нових виборів не оголошували.
- 27 лютого 1934 року Костянтин Пятс представив в Рійгікогу проєкт змін та доповнень закону про службу в оборонних військах, яким заборонялась участь військових у політичному житті країни.
- 12 березня 1934 року Костянтин Пятс, спільно з Йоганом Лайдонером, здійснив державний переворот[26].
- 16 березня 1934 року відбулося останнє чергове засідання Рійгікогу. Парламент затвердив рішення прем'єр-міністра про запровадження воєнного стану.
- 2 жовтня 1934 року уряд республіки закрив сесію Рійгікогу, і п'ятий склад Рійгікогу вже більш не скликався. Уряд оголосив, що в даному складі парламент більше не буде скликатися, а буде знаходитися в «стані безмовності». Протягом наступних трьох з половиною років Костянтин Пятс правив країною без парламенту, видаючи законодавчі акти у формі декретів[24][27].

#### Національні Збори (1937)
23–25 лютого 1936 року відбулося народне голосування, яке надало прем'єр-міністру повноваження для скликання двопалатних Національних Зборів (Rahvuskogu). Перед Національними Зборами стояло завдання — змінити чинну Конституцію чи розробити нову.
Верхня палата двопалатних Національних Зборів складала 80 місць, нижня — 40 місць. Склад верхньої палати визначили загальні вибори, склад нижньої — представники професійних союзів і самоврядувань та представники призначені Пятсом. Вибори в верхню палату пройшли 12–14 грудня 1936 року. Виборці здебільшого бойкотували вибори через відсутність опозиційних сил у списках кандидатів. В 50 округах вибори не відбулися взагалі, а в 30 активність виборців була низькою.
18 лютого 1937 року відбулося перше засідання Національних Зборів. 28 липня 1937 року була прийнята нова конституція, яка вступала в дію 1 січня 1938 року. 17 серпня 1937 року відбулося останнє урочисте засідання Національних Зборів.

#### VI Рійгікогу (Державна Дума і Державна Рада) (1938—1940)
Нова Конституція вступила в силу 1 січня 1938 року і в лютому 1938 року були проведені вибори в новий Рійгікогу, який став двопалатним (Riigivolikogu (Державна Дума) і Riiginxukogu (Державна Рада)).
VI Рійгікогу працював з 7 квітня 1938 року по 5 липня 1940 року. Вплив Рійгікогу на внутрішній та зовнішньополітичний напрямок був незначним, залишаючись в тіні президента та уряду..
24 квітня 1938 року депутати Рійгікогу та представники ради самоврядування на спільному засіданні обрали президентом республіки Костянтина Пятса.
5 травня 1938 року Рійгікогу прийняв закон про амністію, за яким багато політв'язнів отримали свободу.
26 вересня 1939 року відбулося позапланове засідання для обговорення ультимативних вимог СРСР. 28 вересня 1939 року, погрожуючи війною, Естонія підписала з СРСР договір про взаємодопомогу на 10 років. На початку жовтня Рійгікогу ратифікував цю угоду.

### Друга світова війна (1940—1944)

#### Радянська окупація (1940—1941)
17 червня 1940 року СРСР окупував Естонію. 14-15 липня було проведено позачергові парламентські вибори на однопартійній основі. У бюлетенях були лише прорадянські кандидати. Обраний таким чином парламент рішенням від 21 липня 1940 року проголосив Естонську РСР та бажання вступу до СРСР. 6 серпня 1940 року Естонська РСР включена до складу СРСР.

#### Нацистська окупація (1941—1944)
У 1941—1944 роках країна була окупована нацистською Німеччиною. Представники політичних партій Естонії 1944 року об'єдналися для співпраці та в якості заміни парламенту утворили Національний комітет Естонії (ісп. Eesti Vabariigi Rahvuskomitee), який мав на меті здійснення державної влади до вступу в дію конституційних органів влади.

### Період радянської окупації (1944—1990)
Унаслідок Балтійської наступальної операції 1944 року Радянський Союз повторно окупував більшу частину території країн Балтії, відновивши органи влади 1940 року.
Під час радянської окупації вибори до Верховної Ради ЕРСР не були демократичними.

### Відновлення незалежності (1990—1992)

#### Верховна Рада ЕРСР/Верховна Рада ЕР (1990—1992)
Вибори 1990 року до останньої Верховної Ради ЕРСР XII скликання відбулися вже більш демократично. 8 травня 1990 року представницькі збори визнали недійсною назву Естонська Радянська Соціалістична Республіка і в якості офіційної визначили — Естонська Республіка. Відповідно парламент був перейменований у Верховну Раду Естонської Республіки, яка де-факто виконувала обов'язки парламенту Естонської Республіки до початку повноважень VII Рійгікогу 30 вересня 1992 року. Найважливішим правовим актом прийнятим депутатами цього скликання було рішення про державну незалежність Естонії від 20 серпня 1991 року, за яким юридично відновлювалася Естонська Республіка утворена 1918 року, окупована і анексована Радянським Союзом 1940 року.

#### Конституційна Асамблея (1991—1992)
Конституційна Асамблея — представницькі збори, створені для розробки нової конституції Естонської Республіки. Асамблея була створена 20 серпня 1991 року Комітетом Естонії та Верховною Радою Естонської Республіки. Своє перше засідання Асамблея провела 13 вересня 1991 року. Вона діяла до 10 квітня 1992 року, провела 30 засідань та розробила проєкт конституції і законопроєкти для її застосування.

### Рійгікогу в період незалежності з 1992 року

#### VII Рійгікогу (1992—1995)
Парламентські вибори VII скликання відбулися 20 вересня 1992 року. Виборча кампанія відбувалася відповідно до Конституції, яку прийняли на референдумі 28 червня того року. VII Рійгікогу працював з 30 вересня 1992 року по 10 березня 1995 року.
Головним доробком VII Рійгікогу стало прийняття законів, які стали основою роботи конституційних органів влади та конституційного правопорядку в державі. Важливе значення також мало прийняття Закону про громадянство та реформа власності (Закон про приватизацію житлових приміщень і Закон про визначення вартості і компенсації протиправно відчуженого майна).

#### VIII Рійгікогу (1995—1999)
VIII Рійгікогу працював з 11 березня 1995 року по 13 березня 1999 року. Найважливішими з прийнятих законів відзначають закони про ратифікацію Європейської угоди і угоду про виведення військ Російської Федерації, і також новий Закон про канцлера юстиції.

#### IX Рійгікогу (1999—2003)
IX Рійгікогу працював з 14 березня 1999 року по 21 березня 2003 року. IX скликання Рійгікогу провело реформи: адміністративну, системи покарань та цивільного права. А також провели провадження по законопроєктам, пов'язаним з приведенням естонського законодавства у відповідність до директив Європейського Союзу та змінам у Конституції, які необхідні для вступу у Європейський Союз.

#### X Рійгікогу (2003—2007)
X Рійгікогу працював з 22 березня 2003 року по 26 березня 2007 року. X Рійгікогу ратифікував угоду про вступ Естонії в Європейський Союз чим офіційно оформив членство Естонії в Європейському Союзі. Референдум з питання про доповнення Конституції відбувся 14 вересня 2003 року, і закон вступив в дію 6 січня 2004 року.

#### XI Рійгікогу (2007—2011)
XI Рійгікогу працював з 27 березня 2007 року по 26 березня 2011 року. Найважливішими з прийнятих законів вважаються: Закон про договір про працю, Закон про перехід на євро та Закон про дорожній рух. 2008 року Рійгікогу ратифікував Лісабонську угоду.

#### XII Рійгікогу (2011—2015)
XII Рійгікогу працював з 27 березня 2011 року по 23 березня 2015 року. Найважливішими досягненнями цього скликання відзначають збереження видатків на оборону в розмірі 2 % ВВП, збільшення дитячої допомоги та зменшення податку на доходи фізичних осіб на 1 %.

#### XIII Рійгікогу (2015—2019)
XIII Рійгікогу працював з 30 березня 2015 року по 21 лютого 2019 року. Найважливішими досягненнями цього скликання відзначають відкритішу роботу комісій та організацію головування Естонії в Раді Європейського Союзу.

#### XIV Рійгікогу (2019—2023)
XIV Рійгікогу почав працювати 4 квітня 2019 року.
XV Рійгікогу (2023—2027)
XV Рійгікогу почав працювати 10 квітня 2023 року.

## Завдання та повноваження Рійгікогу
Основні завдання парламенту — розробляти та приймати закони і постанови, проводити парламентський контроль виконавчої влади та розвиток міжнародних відносин. Також не менш важливі інші завдання визначені конституцією Естонії.

### Законотворчість
Процедура розгляду законопроєктів регулюється Законом про регламент і порядок роботи Рійгікогу.
У законотворчості Рійгікогу співпрацює з урядом. Право ініціювати закон мають депутати Рійгікогу, парламентська фракція, комісія та Уряд Естонії. Президент Естонії має право законодавчої ініціативи лише у питаннях змін до конституції. Значну частину законопроєктів подає уряд, беручи участь в їх обговоренні. Якщо проєкт ініційований членами Рійгікогу, все одно необхідна позиція уряду з приводу законопроєкту.

#### Попередня робота
Перш за все розробляється концепція законопроєкту, структура та сфера регулювання закону, готується початковий текст, визначаються терміни. До кожного законопроєкту додається пояснювальна записка, в якій автори проєкту обґрунтовують необхідність прийняття закону. Проєкт ініційованого закону передається спікеру пленарного засідання. Керівництво Рійгікогу протягом 3-х днів приймає рішення про прийняття законопроєкту до розгляду у парламенті.
Ведення законопроєкту доручають одній з 11 постійних профільних комісій.

#### Читання
Читання — ретельний розгляд законопроєкту на пленарному засіданні Рійгікогу. Для прийняття закону необхідно провести 3 читання. Обмеження до двох читань дозволяється в деяких випадках, наприклад при ратифікації міжнародних угод. В період між читаннями профільна комісія займається доопрацюванням законопроєкту:
- Перше читання — обговорюються загальні принципи законопроєкту та вирішується необхідність подальшого розгляду.
- Друге читання — проходить обговорення положень законопроєкту та голосування за поправки. Друге читання можливо перервати і надати додаткові правки до законопроєкту. Якщо читання не переривається, то друге читання вважається закінченим і законопроєкт відправляють на третє читання.
- Третє читання — вирішується питання про прийняття закону[52].

Закон приймається голосуванням «за» більшістю присутніх депутатів. В окремих питаннях визначених Конституцією, для приймання закону необхідно мінімум 51 голос «за» (більшість складу Рійгікогу).

#### Вступ закону в дію
Прийняті закони підписує президент Рійгікогу. Потім закон передається Президенту Естонії для проголошення. Після проголошення закону президентом, він публікується в офіційному виданні Riigi Teataja, і як правило вступає в дію на десятий день після публікації, якщо іншого не зазначено в законі.

### Рійгікогу та Уряд

#### Формування Уряду
Після відставки попереднього Уряду Президент Естонії подає у Рійгікогу кандидатуру на посаду Прем'єр-міністра, а парламент надає кандидату в прем'єр-міністри повноваження для формування Уряду Республіки. Кандидат формує Уряд і подає президенту на затвердження.

#### Парламентський контроль виконавчої влади
Окрім законотворчості парламент має можливість контролювати дії органів виконавчої влади, зокрема уряду. Для цього депутати мають різні інструменти:
- Запити — використовуються для отримання інформації по загальним питанням, які можуть мати суспільний інтерес. Відповіді на запити даються на засіданнях Рійгікогу.
- Письмові питання — використовуються для отримання відповідей на більш конкретні питання. Відповіді мають бути надані також письмово.
- Інформаційна година — кожну середу робочого тижня на засіданні Рійгікогу прем'єр-міністр і міністри відповідають на питання депутатів.
- Обговорення питань державної ваги — дозволяє депутатам ініціювати розгляд урядової політики в цілому. Таке обговорення може ініціювати комісія або фракція парламенту.
- Вотум недовіри — голосування щодо вотуму недовіри будь-якого члену уряду або всьому уряду (вотум недовіри призводить до відставки уряду або міністра, але уряд має стабілізуючу гарантію — за допомогою президента розпустити парламент та призначити дострокові вибори)[56].
- Комісії — парламентським контролем займаються всі комісії в межах свого профілю. Якщо питання специфічне, створюються спеціальні комісії, слідчі комісії, та комісії з проблем[57].

### Рійгікогу та Президент
Президент Естонії обирається в парламенті таємним голосуванням. Право висунути кандидата в президенти може не менше як одна п'ята частина депутатів від повного складу парламенту. Обраним вважається той кандидат, який набрав дві третини голосів від складу парламенту.
В ситуації якщо не один з кандидатів не набрав достатньої кількості голосів, то наступного дня оголошується ще один тур виборів, перед яким знову відбувається висування кандидатур. Якщо в другому турі також не вдалося обрати президента, то оголошується третій тур з такою самою процедурою. Якщо третій тур так само не дав результату, то оголошується про скликання колегії виборщиків.
Колегія виборщиків формується з депутатів Рійгікогу та представників зборів місцевого самоврядування. Колегія виборщиків обирає президента більшістю голосів від складу колегії.
2001 року Тоомас Саві, в той час спікер парламенту, критикував систему виборів президента. На його думку, порядок визначений конституцією, за яким президент обирається при підтримці 2/3 парламенту, на практиці не працює. Таким чином не вдалося обрати президента ні 1996 року, ні 2001 року. На президентських виборах 2016 року перший раунд взагалі не дав результатів ні в Рійгікогу, ні в колегії виборщиків. В другому раунді президентом обрали Керсті Кальюлайд, але вона була єдиним кандидатом на посаду.

### Міжнародні зв'язки
Розвитком міжнародних зв'язків в Рійгікогу займаються комісія з іноземних справ і іноземні делегації. Разом з ними розвитком міжнародних зв'язків займаються спікер парламенту, комісії, фракції, а також окремі депутати в роботі парламентських груп.
Рійгікогу в межах повноважень:
- приймає закони та постанови в сфері міжнародних відносин;
- ратифікує та денонсує міжнародні угоди;
- виступає з заявами, деклараціями та зверненнями[63] в сфері зовнішньої політики або долучається до них;
- підтримує відносини з парламентами та міжпарламентськими організаціями інших держав і створює іноземні делегації;
- приймає рішення по використанню Оборонних військ Естонії при виконанні міжнародних зобов'язань;
- під час весняної сесії обговорює зовнішню політику держави та її реалізацію, спираючись на звіт уряду[64].

### Інші конституційні завдання
Інші конституційні завдання Рійгікогу:
- вирішує питання проведення референдуму;
- приймає державний бюджет та затверджує звіт про його виконання;
- за поданням Президента Республіки призначає на посаду голови Державного Суду, голови ради Банку Естонії, державного контролера, канцлера юстиції, командувача або головнокомандувача Силами оборони;
- за поданням голови Державного суду призначає на посаду членів Державного суду;
- призначає членів ради Банку Естонії;
- за пропозицією Уряду Республіки приймає рішення про державні позики і прийманні державою на себе інших майнових зобов'язань;
- виступає із заявами, деклараціями і зверненнями до народу Естонії, до інших держав і міжнародних організацій;
- засновує державні нагороди, військові та дипломатичні звання;
- за пропозицією Президента Республіки оголошує військовий стан, мобілізацію і демобілізацію;
- вирішує інші питання життя держави, не віднесені Конституцією до компетенції Президента Республіки, Уряду Республіки, інших державних органів або місцевих самоврядувань[65][55].

## Вибори до Рійгікогу
101 депутат Рійгікогу обирається під час вільних виборів на основі принципу пропорційності. Вибори є загальними, рівними і прямими та проходять кожні чотири роки в першу неділю березня. Голосування на виборах таємне. Балотуватися в парламент може громадянин Естонії, який має право голосу і який досяг 21 ріку.
В виборах можуть брати участь партії та незалежні кандидати. З кандидатів представлених на всіх виборчих округах партії формують державний список. Результати виборів визначаються за пропорційною системою. В першу чергу визначаються результати виборів на рівні виборчого округу, де розподіляються особисті і окружні мандати. Тільки після цього розподіляють компенсаційні мандати на державному рівні.
Перше засідання новообраного Рійгікогу скликає і відкриває Президент республіки.
В Естонії активно впроваджується електронне голосування. На парламентських виборах 2007 року 400 000 естонців змогли проголосувати онлайн за допомогою цифрового підпису. Це перші в світі парламентські вибори з використанням інтернет-голосування.

### Дострокове припинення повноважень
Згідно конституції Рійгікогу достроково припиняє повноваження в таких випадках:
- Після відставки уряду Президент має в 14-ти денний строк призначає кандидатуру нового прем'єр-міністра. Якщо кандидат президента не отримає згоди парламенту на формування уряду, або не зможе сформувати уряд у відведені строки, або відмовиться його формувати, президент має подати нову кандидатуру на посаду прем'єр-міністра в 7-ми денний строк. Якщо президент не надасть нового кандидата, або кандидат так само не зможе сформувати уряд, або відмовиться його формувати — право висунути кандидата в прем'єр-міністри переходить до Рійгікогу. Якщо в 14-ти денний строк після переходу права висування кандидатури парламент не надасть склад уряду Президенту, Президент оголошує дострокові вибори Рійгікогу[54].
- Більшістю голосів парламент може висловити вотум недовіри Уряду, прем'єр-міністру або міністру. У випадку вотуму недовіри Уряду або прем'єр-міністру, Президент протягом трьох днів за поданням Уряду може оголосити дострокові вибори[74].
- Якщо законопроєкт підтриманий на референдумі не отримує більшості голосів «за» у парламенті, Президент оголошує дострокові вибори Рійгікогу[75].
- Якщо з початку бюджетного року протягом двох місяців парламент не приймає поточний бюджет, Президент оголошує дострокові вибори Рійгікогу[76].

## Структура Рійгікогу

### Члени Рійгікогу
В Рійгікогу входить 101 депутат, повноваження яких починаються в день оголошення результатів виборів та закінчуються, якщо його призначають членом Уряду або міністром. При звільненні з посади в Уряді повноваження депутата відновлюються. На час перебування на іншій посаді існує інститут резервного депутата. Резервний депутат має всі права та обов'язки депутата парламенту.
На першому засіданні всі депутати дають посадову присягу залишатися вірним Естонській Республіці та її конституційному ладу. Текст присяги читає найстаріший депутат, потім всі ставлять підпис під присягою.
Депутати не зв'язані мандатом і не несуть відповідальності за своє голосування або політичні заяви в парламенті.

### Керівництво Рійгікогу
Керівництво Рійгікогу — спікер і двоє віце-спікерів. Керівництво забезпечує роботу парламенту. Спікер Рійгікогу — друга людина в державі після президента, в разі необхідності спікер тимчасово може виконувати обов'язки президента.

#### Вибори керівництва Рійгікогу
Керівництво обирається з депутатів Рійгікогу і термін їх повноважень складає 1 рік. Кандидатів на пости спікера і віце-спікерів Рійгікогу висувають члени Рійгікогу. Кандидати мають надати свою згоду на висування. Проводиться закрите голосування.
Після голосування проводитися публічний підрахунок голосів. Спікером стає той хто набрав більше половини дійсних голосів. Якщо цього не сталося, проводиться другий тур між кандидатами які набрали найбільше голосів. Якщо на пост спікера висунуто одного кандидата, то він вважається обраним, якщо набрав голосів «за» більше ніж голосів «проти».
Віце-спікерами Рійгікогу стають два кандидати, які набрали найбільше голосів. Першим у кого найбільше, другим в кого менше голосів ніж в першого. Якщо у кандидатів рівна кількість голосів, то проводиться додатковий тур голосування.

#### Спікер Рійгікогу
Спікер Рійгікогу представляє парламент та організовує його роботу. Він веде пленарні засідання, скликає додаткові засідання, позачергові сесії і засідання голів комісій. Також спікер скликає засідання керівництва парламенту та головує на них. В випадку відсутності спікера Рійгікогу, або призупиненні його повноважень, обов'язки спікера виконую віце-спікер.
У випадку необхідності спікер виконує обов'язки президента Естонії.

#### Завдання керівництва Рійгікогу
Керівництво Рійгікогу представляє парламент на внутрішньодержавному і на міжнародному рівні та веде пленарні засідання. Правління виконує наступні завдання:
- організовує представництво Рійгікогу;
- вирішує та затверджує кількісний склад постійних комісій;
- реєструє фракції парламенту та їх склад;
- складає порядок денний робочого тижня;
- призначає профільні комісії по законопроєктам та слідкує за відповідністю законопроєктів чинному законодавству;
- розробляє та затверджує структуру Канцелярії Рійгікогу;
- встановлює граничну ставку посадових окладів службовців Канцелярії;
- за необхідності скликає нараду голів фракцій[79].

### Комісії Рійгікогу
Велика частина роботи Рійгікогу ведеться в комісіях, які поділяються на два види. Постійні комісії займаються різними сферами життя держави, їх основне завдання — обговорення та підготовка законопроєктів. При виникненні специфічних питань створюються спеціальні, слідчі комісії або комісії з проблем.

#### Постійні комісії
Постійні комісії працюють над профільними законопроєктами. Комісії та сфери їх діяльності:
- Комісія у справах Європейського союзу: постійний нагляд урядової політики щодо Європейського Союзу, починань Європейського Союзу, визначення позиції щодо ініційованих ЄС проєктів правових актів.
- Комісія з навколишнього середовища: вирішує питання та розробляє законопроєкти пов'язані з державною політикою у сфері навколишнього середовища, його захисту та використання та захисту природних ресурсів.
- Комісія з питань культури: питання та законопроєкти у сфері культури, освіти та науки.
- Комісія з сільського життя: питання та законопроєкти пов'язані з сільським життям, сільським господарством та земельною реформою.
- Комісія з економіки: питання та законопроєкти щодо економічної політики держави, підприємницької та комерційної діяльності, іноземних позик та забезпечення гарантій, ратифікації іноземних угод, відносин власності, житлової економіки, транспорту та телекомунікацій.
- Конституційна комісія: питання та законопроєкти пов'язані з Конституцією, діяльністю конституційних органів, виборами, громадянством, та з іншими питаннями державного та адміністративного права.
- Фінансова комісія: питання та законопроєкти пов'язані з державним бюджетом, податковою політикою та банківською справою.
- Комісія з державної оборони: питання та законопроєкти пов'язані з безпекою, державною обороною, військовою службою, міжнародним військовим співробітництвом, кібербезпекою та стратегічними товарами.
- Комісія з соціальних питань: питання та законопроєкти пов'язані з соціальним страхуванням, трудовими відносинами та охороною здоров'я, та соціальним захистом населення.
- Комісія із закордонних справ: питання та законопроєкти пов'язані з міжнародними відносинами.
- Правова комісія: питання та законопроєкти пов'язані з цивільним і пенітенціарним правом[82].

#### Спеціальні комісії, слідчі комісії та комісії з проблем
Спеціальні комісії Рійгікогу створюються для виконання зобов'язань прийнятих на себе державою законами або міжнародними угодами. Як приклад, робота спеціальної комісії з нагляду над установами безпеки та спеціальної комісії з питань законності слідчої діяльності.
Слідчі комісії створюються для розслідування обставин справи, яка має значний суспільний резонанс. Як приклад, слідча комісія для виявлення можливих корупційних ризиків в акціонерному товаристві Tallinna Sadam, яка працювала в XIII скликанні Рійгікогу.
Комісії з проблем розглядають питання особливої важливості. Як приклад, комісія з проблеми для вирішення кризи народжуваності, яка була сформована XIII скликанням Рійгікогу.

### Фракції Рійгікогу
Фракції — союзи членів Рійгікогу, сформовані за політичними переконаннями. Важливі колективні позиції формуються не лише в комісіях, а і у фракціях. Фракції представляють політичну точку зору з різних питань, ведуть парламентські дебати та формують більшість, необхідну для роботи парламенту.
Фракції можуть формувати члени Рійгікогу, обрані за одним партійним списком. Депутат парламенту може бути членом лише однієї фракції. Змінити фракцію без виборів неможливо. Голова фракції та його заступник не можуть бути спікером або віце-спікером Рійгікогу.
Кожний депутат має право самостійно вийти з фракції. Фракція також має право виключити депутата, якщо на їх думку він порушив етичні принципи за межами парламенту. Депутати у залі сидять згідно приналежності до фракцій. Депутат, який вийшов з фракції сидять окремо. Якщо у фракції менше п'яти депутатів, то така фракція розформовується.

### Делегації Рійгікогу
Для підтримки міжнародних відносин Рійгікогу формує зі свого складу іноземні делегації. Повноваження іноземних делегацій дійсні протягом чотирьох років — тобто термін повноваження Рійгікогу. Проєкт про формування делегацій представляє комісія із закордонних справ. Щонайменше раз на рік делегації представляють комісії звіт про свою діяльність. Кандидатів у склад делегацій пропонують фракції виходячи з професійних якостей претендентів.

### Депутатські групи Рійгікогу
Депутатські групи з парламентських зв'язків допомагають підтримувати відносини з парламентами інших країн. Депутатська група створюється з ініціативи одного з членів Рійгікогу і кількість членів не обмежена. Депутати мають право в будь-який час долучитися до групи або вийти з неї. Про створення депутатської групи з парламентських зв'язків повідомляють акредитоване в Естонії дипломатичне представництво цільової країни, посольство Естонії в цій країні і міністерство закордонних справ Естонії.

### Депутатські об'єднання Рійгікогу
Депутатські об'єднання дозволяють депутатам Рійгікогу привернути увагу до конкретної теми, підтримати або захистити певні сфери життя. Голова об'єднання повинен надати керівництву парламенту сповіщення, яке має містити назву об'єднання, цілі його діяльності і імена членів або назви фракцій. Керівництво інформує інших депутатів про створення об'єднання. Повноваження об'єднання — 4 роки, тобто термін повноваження парламенту.

## Графік роботи Рійгікогу
Графік роботи Рійгікогу дозволяє планувати роботу парламенту та його структур. Час роботи може змінювати лише Рійгікогу. Під час одного голосування можливо змінити графік роботи на один тиждень.

### Чергові сесії
Чергові сесії Рійгікогу проходять двічі на рік. Весняна сесія парламенту проходить з другого понеділка січня по третій четвер червня, осіння — з другого понеділка вересня по третій четвер грудня. Липень — серпень перерва між сесіями та період відпусток.
Чергові засідання проходять на робочому тижні пленарного засідання з понеділка по четвер. Через три робочі тижні пленарного засідання, на четвертий тиждень засідання не проводять. На цьому тижні депутати займаються іншою частиною своїх обов'язків, а саме зустрічаються з виборцями, беруть участь в конференціях та семінарах, представляють Рійгікогу на міжнародній арені.

### Позачергові сесії та додаткові засідання
Позачергова сесія може бути оголошена за ініціативою уряду, президента або мінімум 21-го депутата Рійгікогу. Окремо, під час чергової сесії можуть бути призначені додаткові засідання. На чергових засіданнях парламенту вимога щодо кворуму відсутня. На додаткових засіданнях та засіданнях позачергової сесії необхідно щонайменше 51 депутат Рійгікогу.

## Канцелярія Рійгікогу
Канцелярія Рійгікогу — допоміжний орган, який допомагає парламенту виконувати свої конституційні завдання. Для цього Канцелярія:
- консультує Рійгікогу з питань законотворчості, а також з інших питань пов'язаних з роботою парламенту;
- займається питаннями діловодства та створює умови, необхідні для роботи Рійгікогу;
- допомагає спілкуванню парламенту з іншими державними установами та суспільством, займається міжнародними відносинами;
- займається питаннями трудових бонусів членам парламенту;
- обслуговує Республіканську виборчу комісію;
- обслуговує комісію з нагляду за фінансуванням партій;
- керує державною власністю;
- займається розробкою проєкту державного бюджету Рійгікогу, забезпечує виконання затвердженого бюджету[89].

## Відвідування Рійгікогу
Будівля парламенту побудована наприкінці 1920-х років у стилі експресіонізму та входить до складу архітектурного ансамблю замку Тоомпеа.
Засідання Рійгікогу відкриті для відвідувачів. Спостерігати за роботою парламенту можливо з балкону для гостей. Завчасно реєструватися не потрібно, достатньо пред'явити документи перед входом. Також у будівлі парламенту проводяться різноманітні виставки естонських виробів мистецтва. Працює парламентський магазин в якому продаються різноманітні сувеніри з символікою Рійгікогу та Естонії.

## Галерея

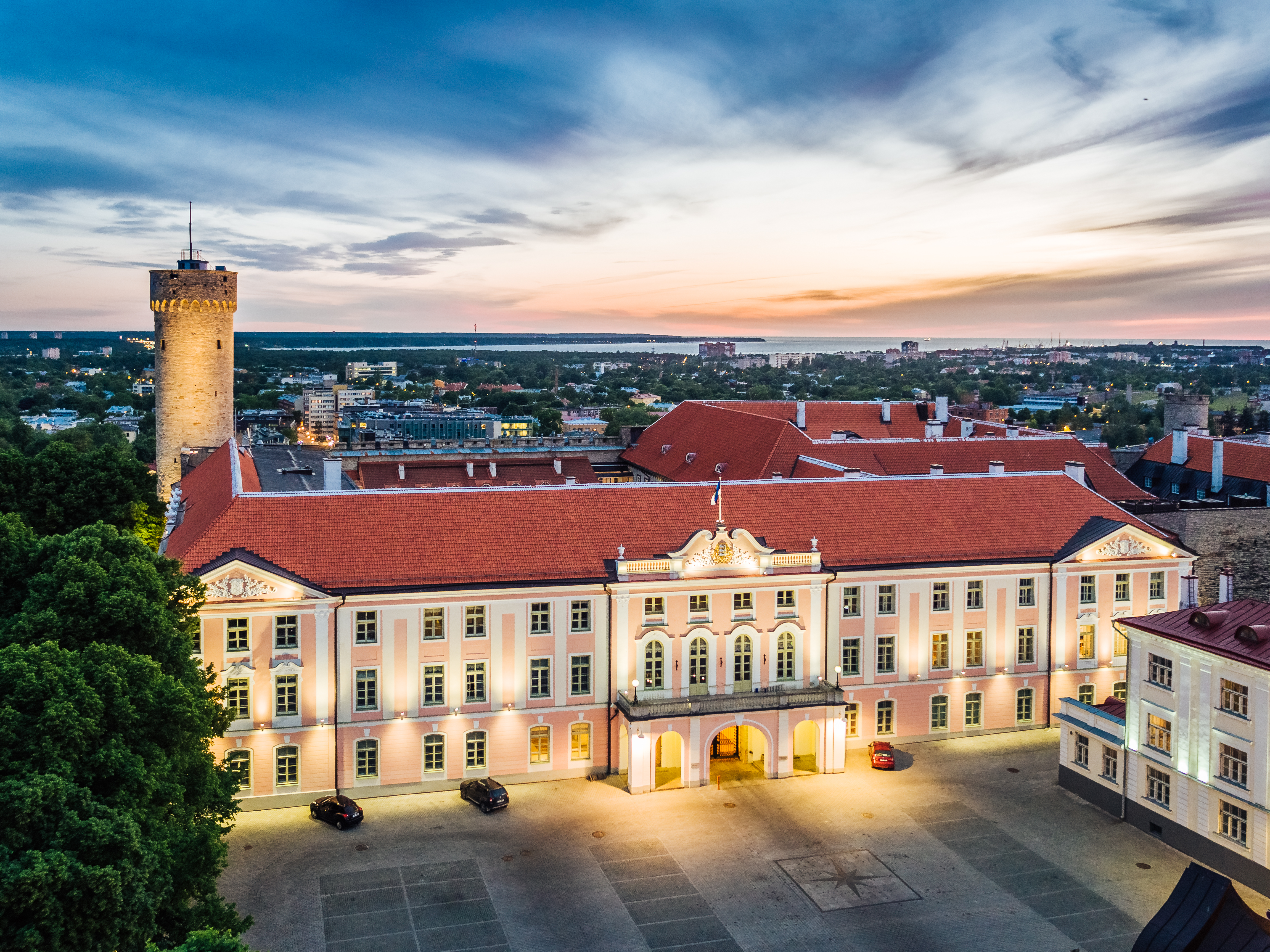
Фасад будівлі Рійгікогу
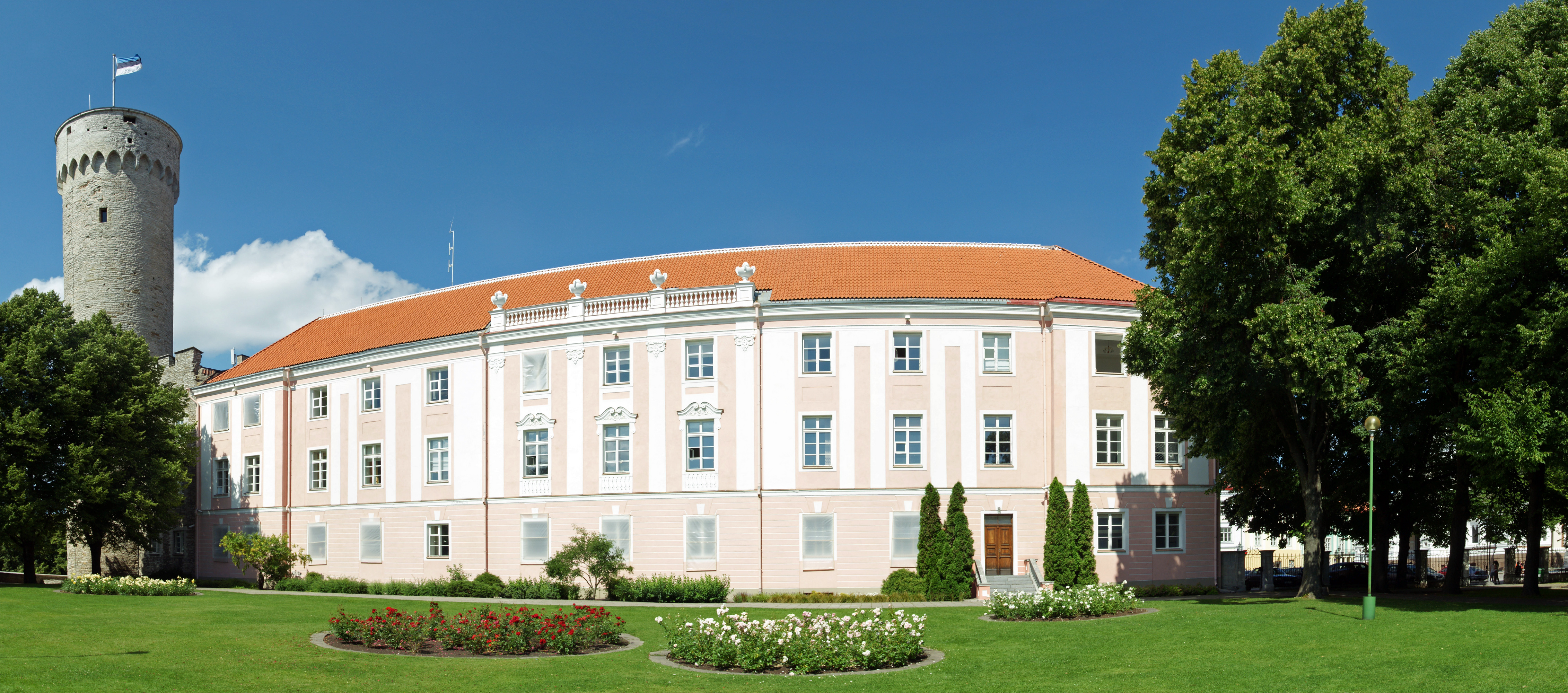
Панорама будівлі Рійгікогу та башти Довгий Герман
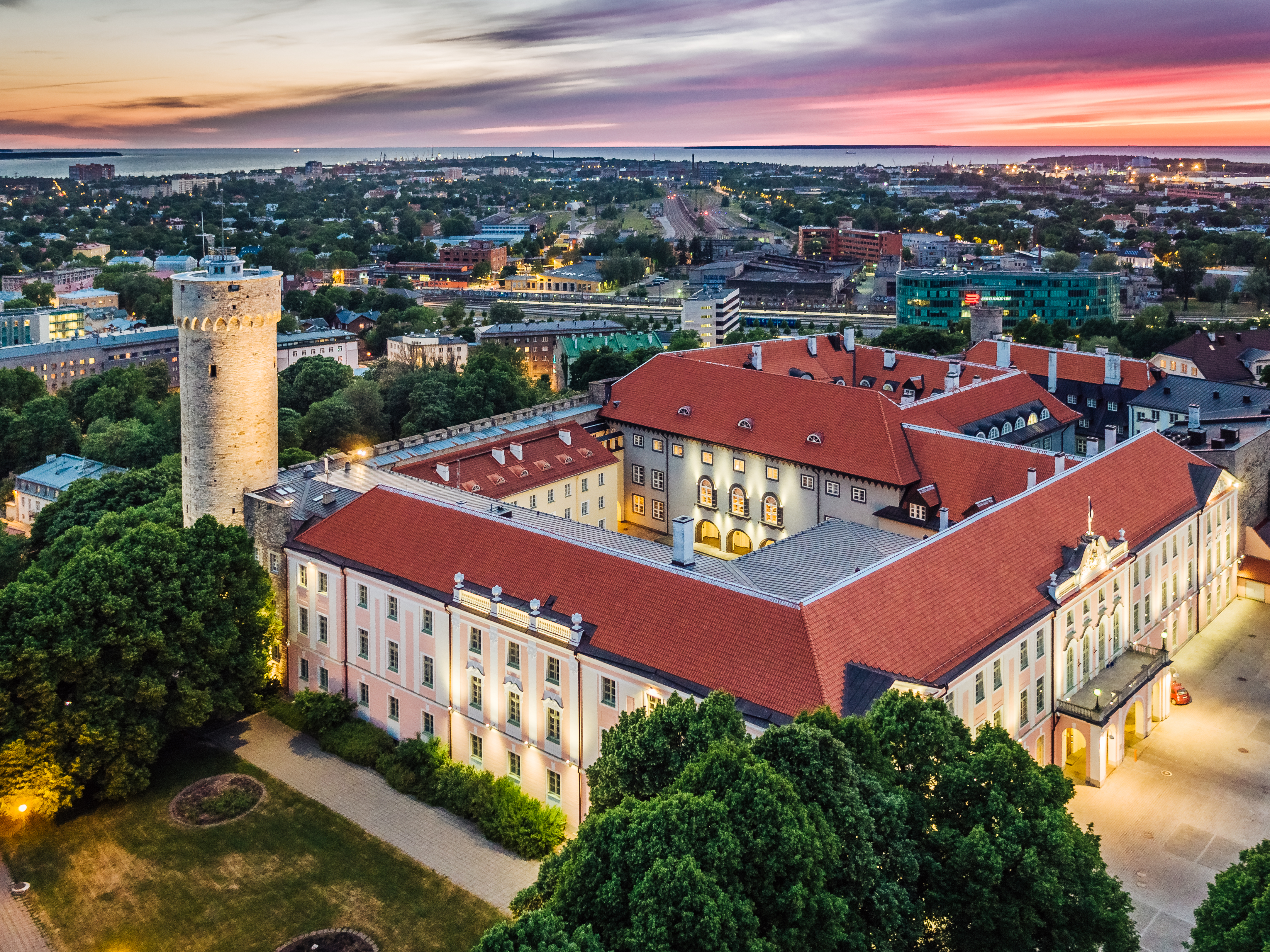
Будівля Рійгікогу з висоти
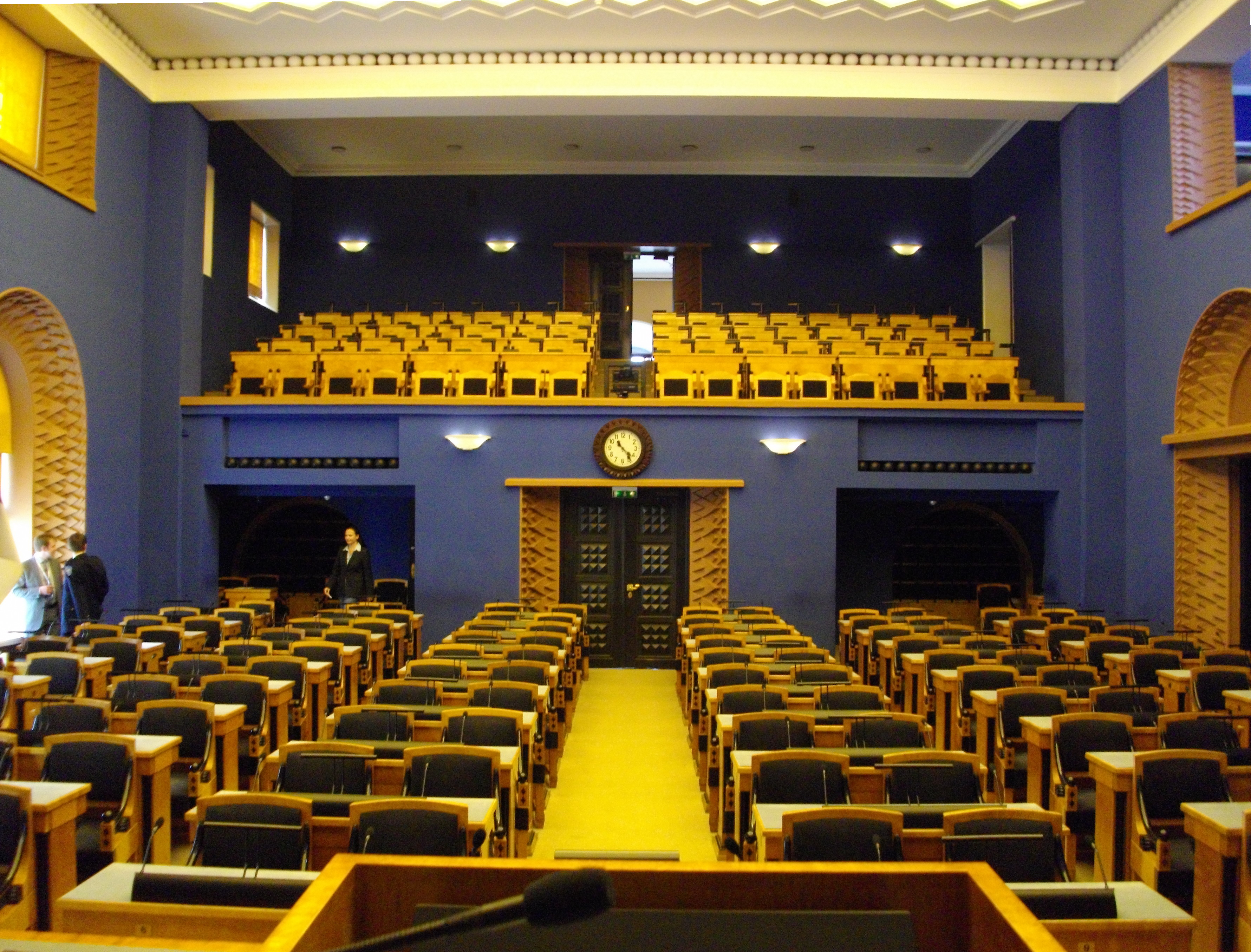
Інтер'єр зали Рійгікогу
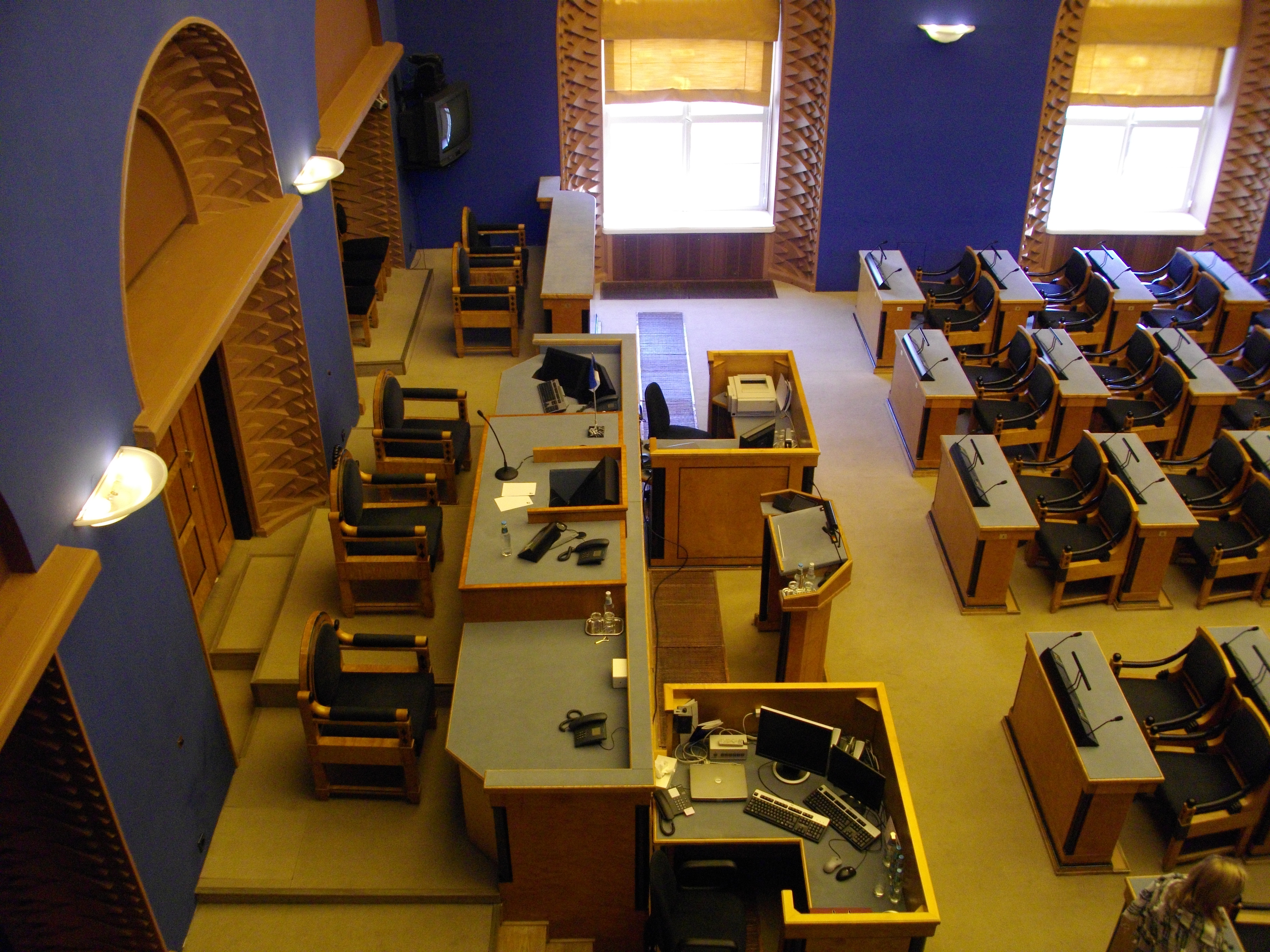
Президія Рійгікогу
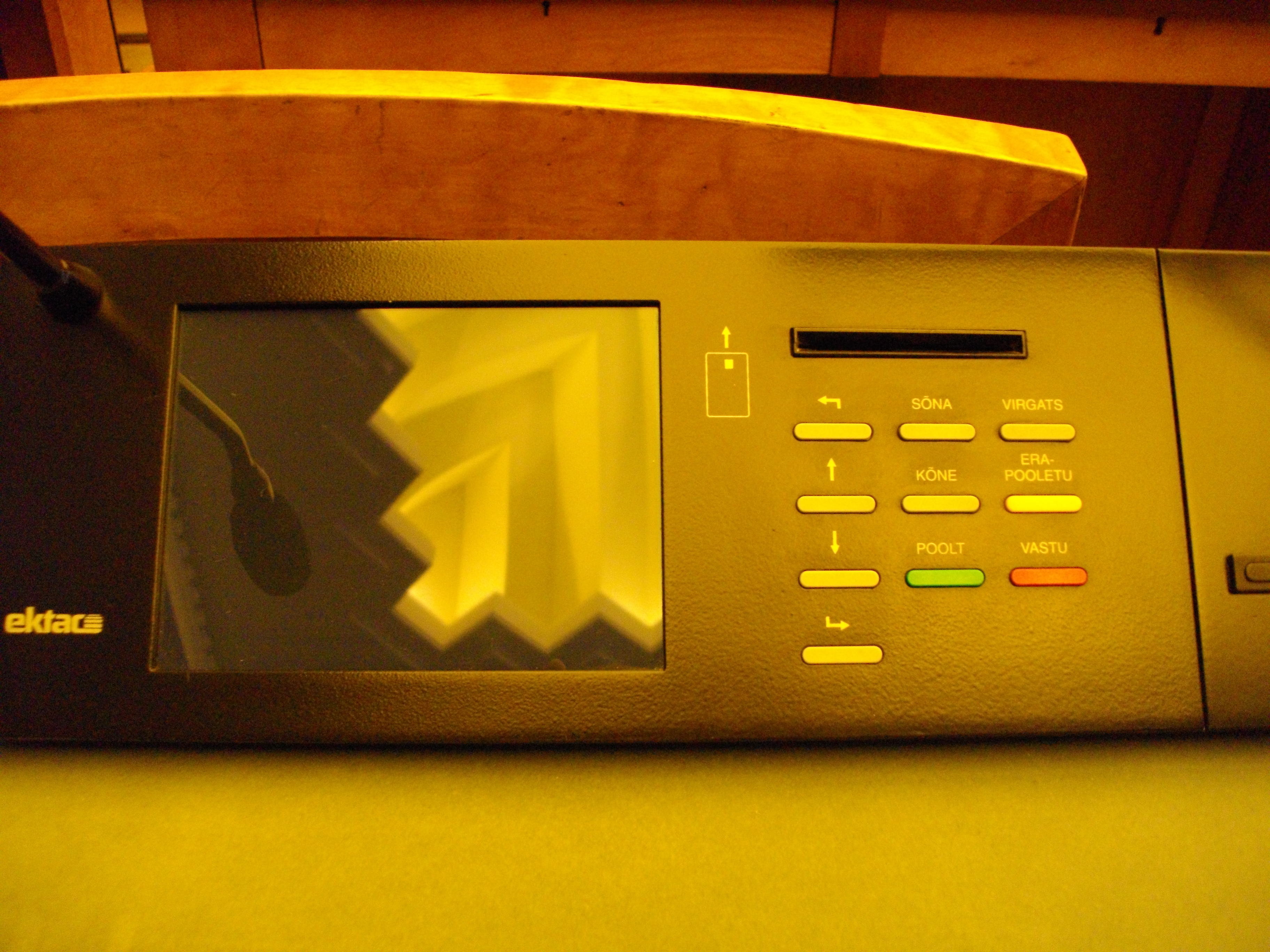
Пульт голосування депутата